# Plattfuß
Der Plattfuß (lat. pes planus) ist eine angeborene oder erworbene Fußfehlstellung, bei der das Längsgewölbe (die Wölbung von der Ferse zum Vorderfußballen) des Fußes eingesunken erscheint. Dadurch bedingt kann es zum Abkippen der Ferse zum Fußaußenrand hin sowie auch zum Abkippen des Vorfußes zum Fußaußenrand hin kommen. Im Extremfall liegt die Fußfläche vollständig auf dem Boden auf. Eine weniger ausgeprägte Form des erworbenen Plattfußes ist der Senkfuß, bei dem das Längsgewölbe nur bei Belastung des Fußes zum Boden hin durchdrückt.
Häufig sind Beschwerden am inneren Fußrand in der Gegend des Kahnbeins und zur Fußsohle hin vorhanden. Mitunter werden Schmerzen in den Waden, in den Knien, den Oberschenkeln, in der Hüfte und im Kreuz beklagt. Beim ausgebildeten Plattfuß sind meist keine Schmerzen mehr vorhanden.

## Angeborener Plattfuß
Der angeborene Plattfuß (lat. pes planus congenitus, auch: kongenitaler Plattfuß, Talus verticalis, veraltet: Schaukelfuß, Tintenlöscherfuß) ist eher selten und tritt in rund 50 Prozent aller Fälle in Kombination mit weiteren Fehlbildungen auf. Die Fußsohle erscheint nach außen gerundet (konvex), die Fußwurzelknochen sind zur Fußsohle hin verschoben, die Achillessehne ist verkürzt, der Vorfuß erscheint abgespreizt (Vorfuß-Abduktion) und dorsal-extendiert. Im Röntgenbild ist bei einem angeborenen Plattfuß ein steil gestelltes Sprungbein (Talus verticalis) zu sehen. Neben einer schrittweisen Gipsredression bereits im Babyalter ist oftmals auch eine operative Therapie und eine spätere Versorgung mit orthopädischen Einlagen oder orthopädischen Schuhen notwendig.

## Erworbener Plattfuß

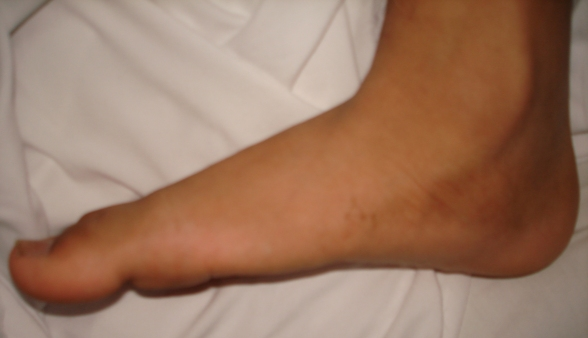
Plattfuß

Der erworbene Plattfuß entsteht in den meisten Fällen durch eine verminderte Funktion des Musculus tibialis posterior, der im Kinder- und Jugendalter zu schwach sein kann oder im Alter oft Verschleißerscheinungen aufweist, die bis zur Sehnenscheidenentzündung, Sehnenansatzreizung (Enthesiopathie) und Riss der Sehne führen können.
Ursächlich können mangelndes Training (dauerhaftes Sitzen, beständiges Tragen von Schuhen), Überlastung des Fußes beispielsweise durch Übergewicht oder langanhaltendes Stehen, Bindegewebsschwäche, Fersenbeinbruch (posttraumatischer Plattfuß) sowie Krankheiten wie beispielsweise Kinderlähmung,  Rachitis sowie neurologische und rheumatische Erkrankungen sein. Im Röntgenbild befindet sich das Sprungbein in Normalstellung.
Bei Hemiplegikern kann es nach anfänglicher Spitzfußstellung unter Körpergewichtsbelastung auch zu einer Knick-Senkfuß-Deformität (sog. „spastischer Plattfuß“) kommen.
Der so genannte „kontrakte Plattfuß“ wird zumeist durch eine Verbindung zwischen Fersen- und Kahnbein, seltener eine zwischen den anderen Rück- und Mittelfußknochen verursacht.

## Behandlung
Bei Kindern und Jugendlichen versucht man zunächst ohne orthopädische Hilfsmittel auszukommen. Es empfehlen sich Fußgymnastik, Barfußlaufen und passende Schuhe mit weicher Sohle. Kommt es bis zum 07. Lebensjahr nicht zu einer Besserung der Fußstellung, sind korrigierende Schuheinlagen zu empfehlen. Bei Kindern vor dem 07. Lebensjahr, die die Fußfehlstellung im Zehenspitzenstand nicht korrigieren können, ist auch früher eine Einlagenversorgung indiziert.
Bei Kindern zwischen dem 09. und Anfang des 13. Lebensjahres, die einen deutlichen Knick-Plattfuß zeigen, ist eine operative Behandlung durch eine sogenannte Talus-Stopp-Schraube oder subtalare Schraubenarthrorise zu empfehlen. Diese sorgt zu einer sofortigen Korrektur. Unter Belassung der Implantates für ca. 3 Jahre kommt es zu einer Anpassung der Fußstrukturen inklusive Bänder, Sehnen und Knochen, die auch nach Entfernung des Implantates zu einer bleibenden Korrektur der Fußstellung führt.
Beim schmerzhaften Knick-Plattfuß des Jugendlichen ab 13 Jahren und des Erwachsenen, die eine deutliche Fehlstellung aufweisen, kann die Fehlstatik des Fußes durch eine sogenannte tarsale Triple-Osteotomie korrigiert werden, bei der eine Verschiebung der Ferse nach innen, eine Verlängerung der äußeren Säule des Fersenbeines und eine Korrektur des inneren Keilbeines (Os Cuneiforme mediale) zu einer Korrektur der Knickfuß- bzw. der Plattfußkomponente führt.
Auch bei Erwachsenen ist eine krankengymnastische Kräftigung der Unterschenkel- und Fußmuskulatur wichtig. Des Weiteren werden Einlagen sowie in schweren Fällen orthopädische Schuhe verordnet. In einigen Fällen kann auch eine Operation angezeigt sein.